# Line Knutzon
Line Knutzon (født 3. marts 1965) er en prisbelønnet dansk dramatiker, der bl.a. har skrevet Snart kommer tiden, Først bli'r man jo født, Guitaristerne og serien om Måvens og Peder.
Som skuespiller har hun medvirket i filmen Mord i mørket fra 1986 og i tv-serierne Kirsebærhaven 89 og Hvor svært kan det være.
Line Knutzons skuespil findes bevaret i Dramatisk Bibliotek på Det Kongelige Bibliotek.
I samarbejde med forfatterne Mette Moestrup og Naja Marie Aidt udgav Line Knutzon i 2014 bogen "Frit Flet". Bogen er skrevet af de tre kvinder i fællesskab og er en blanding af mange genrer, heriblandt lyrik, prosa, dagbogsnotater, e-mails mm.
I 2018 blev hun ansat som husdramatiker på Betty Nansen Teatret 

## Privat
Hun dannede i en årrække par med skuespilleren og musikeren Martin Brygmann og fik med ham børnene Ludvig Hilarius Brygmann Knutzon (1989) og Frida Hilarius Brygmann Knutzon (1991).
Hun dannede senere par med skuespilleren Peter Reichhardt, de fik i 1996 tvillingerne Karl-Frederik og Roberta Reichhardt. I dag er hun single.
Hun er datter af skuespilleren Lars Knutzon og Marianne Knutzon.

## Dramaer
- De usynlige venner (1992)
- Først bli'r man jo født (1994) ISBN 87-7419-829-7
- Harriets himmelfærd (1995)
- Måvens og Peder på kanotur (1998)
- Måvens og Peder i mediernes søgelys (1998)
- Snart kommer tiden (1999) ISBN 87-7865-151-4
- Torben toben (2000) ISBN 87-7865-197-2
- Gråsten (2000) ISBN 87-7865-197-2
- Splinten i hjertet (2000) ISBN 87-7865-194-8 hf. ISBN 87-7865-195-6
- Den luft andre indånder (2001) ISBN 87-7865-227-8
- Det er så det nye (2001) ISBN 87-7865-248-0 hf. ISBN 87-7865-249-9
- Måvens og Peder møder Måvens og Peder (2004) ISBN 87-7865-475-0
- Måvens og Peder mister mælet (2004) ISBN 87-7865-477-7
- Eventyret om Ejnar (2004) ISBN 87-7865-476-9
- Måvens og Peder får samtalekøkken (2006) ISBN 87-7865-603-6
- Guitaristerne (2006), ISBN 87-7865-624-9
- Måvens og Peder på Herrens mark (2007), ISBN 978-87-7865-674-2
- Håndværkerne (2008)
- Guitaristernes Jul (2008) på Gasværket
- Hamlet (2008) på Frilandsmuseet
- Det andet hold (2011) på Filuren
- Gruppe 8 (2013) på Det Kongelige Teater
- Livstidsgæsterne (2020) på Betty Nansen Teateret
- Søborggruppen (2021) Lyddrama i samarbejde med David Pepe Birch på Betty Nansen Teateret
- Spilleren (2022) på Betty Nansen Teateret
- Ekspedienterne (2023) på Betty Nansen Teateret